# Alcoba (kommun)
Alcoba är en kommun i Spanien.   Den ligger i provinsen Provincia de Ciudad Real och regionen Kastilien-La Mancha, i den centrala delen av landet, 140 km söder om huvudstaden Madrid. Antalet invånare är 727. Arean är 307 kvadratkilometer. Alcoba gränsar till Fontanarejo, Horcajo de los Montes, Navalpino, Navas de Estena, Retuerta del Bullaque och El Robledo. 
Terrängen i Alcoba är huvudsakligen kuperad, men åt sydost är den platt.